# Comerica Bank Challenger 1998
Il Comerica Bank Challenger 1998 è stato un torneo di tennis facente parte della categoria ATP Challenger Series nell'ambito dell'ATP Challenger Series 1998. Il torneo si è giocato a Aptos negli Stati Uniti dal 13 al 19 luglio 1998 su campi in cemento.

## Vincitori

### Singolare
Cecil Mamiit ha battuto in finale  Takao Suzuki con il punteggio di 6–7, 6–3, 6–2

### Doppio
Mike Bryan /  Bob Bryan hanno battuto in finale  Adam Peterson /  Chris Tontz con il punteggio di 6–4, 6–4